# 1999 OD4
1999 OD4, também escrito como 1999 OD4, é um objeto transnetuniano (TNO) que está localizado no cinturão de Kuiper, uma região do Sistema Solar. Este corpo celeste é classificado como um cubewano. Ele possui uma magnitude absoluta (H) de 7,3 e, tem um diâmetro estimado com cerca de 153 km, por isso existem poucas chances que o mesmo possa ser classificado como um planeta anão, devido ao seu tamanho relativamente pequeno.

## Descoberta
1999 OD4 foi descoberto no dia 19 de julho de 1999.

## Órbita
A órbita de 1999 OD4 tem uma excentricidade de 0.097 e possui um semieixo maior de 41.327 UA. O seu periélio leva o mesmo a uma distância de 37.332 UA em relação ao Sol e seu afélio a 45.322.